# 城西国际大学
城西国際大学（じょうさいこくさいだいがく、英語: Josai International University）是日本的一所私立大学，总部设置在千葉県東金市求名1番地。

## 历史
1992年成立。大学简称是城国（じょうこく）、JIU。
该大学与城西大学是姊妹校。

## 教育
城西国际大学设置有9个学科，覆盖人文科学、药学、护理学等领域。并设置有留学生別科和美术馆、多个学术研究中心。
日本皇室成员守谷絢子毕业于城西国际大学福祉专业，后进入同校研究生院深造，取得硕士学位并担任研究员。

## 对外关系

### 与其他大学的协议
- 首都师范大学
- 中国传媒大学
- 北方工业大学
- 北京电影学院
- 北京外国语大学
- 大连理工大学
- 大连理工大学城市学院
- 大连外国语大学
- 大连海事大学
- 天津外国语学院
- 西安外国语大学
- 华南师范大学
- 中山大学岭南学院
- 五邑大学
- 广州旅游贸易职业学校
- 广东女子职业技术学院

## 校区
- 千叶东金校区（千叶县东金市1号）

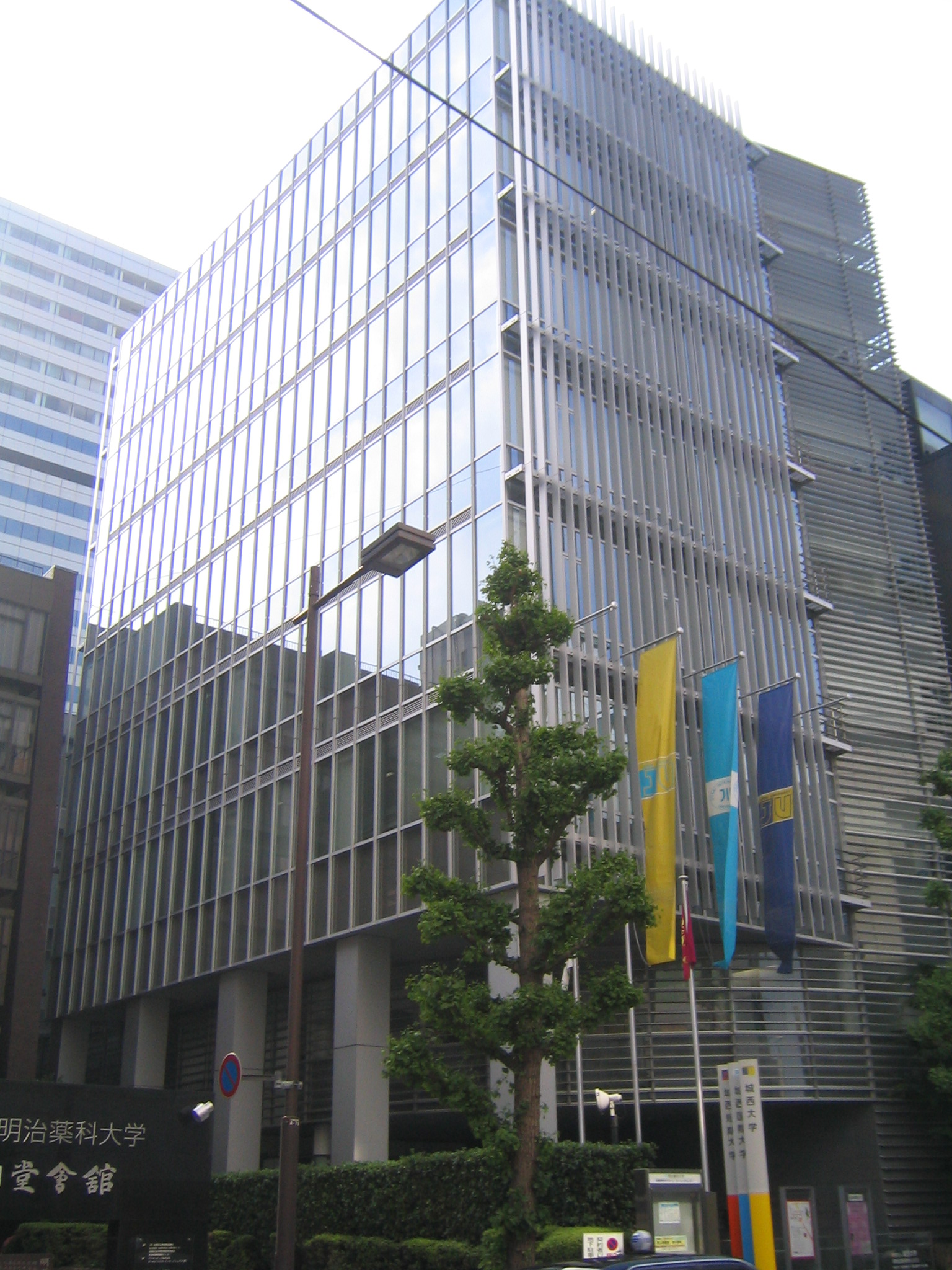
东京纪尾井町校区

- 东京纪尾井町校区（3-26纪尾井町，千代田区，东京）
- 安房校区（千叶县鸭川市太海1717）